# Муринович, Наталья Андреевна
Наталья Андреевна Муринович (27 мая 1985, Шахты, Ростовская область, СССР) — российская легкоатлетка-спринтер, МСМК, член олимпийской сборной России 2008 года.